# Anartodes lamuta
Anartodes lamuta là một loài bướm đêm trong họ Noctuidae.